# Oxira arvensis
Oxira arvensis är en fjärilsart som beskrevs av Gmelin 1788. Oxira arvensis ingår i släktet Oxira och familjen nattflyn. Inga underarter finns listade i Catalogue of Life.